# Acraea luteflava
Acraea luteflava är en fjärilsart som beskrevs av Van Someren 1936. Acraea luteflava ingår i släktet Acraea och familjen praktfjärilar. Inga underarter finns listade i Catalogue of Life.